# 南房総市立嶺南中学校
南房総市立嶺南中学校（みなみぼうそうしりつ れいなんちゅうがっこう）は、千葉県南房総市に存在する中学校。平成31年度からは和田小学校、南三原小学校、南小学校が合併した「嶺南小学校」と和田幼稚園、南三原幼稚園、南幼稚園が合併した「嶺南幼稚園」も併設されている。
校舎は基本的に旧南房総市立丸山中学校の校舎を使用し、旧南房総市立和田中学校の校舎を南房総市立嶺南中学校和田校舎として使用している。

## 沿革

### 南房総市立和田中学校
- 1965年（昭和40年） - 旧和田町立南三原、北三原、和田の3中学校が統合して開校。
- 2014年（平成26年）3月 - 閉校[1]。

### 南房総市立嶺南中学校
- 2014年（平成26年）4月 - 南房総市立和田中学校と南房総市立丸山中学校の統合により南房総市立嶺南中学校を設立。

### 南房総市立嶺南学園
- 2019年 (平成31年) 4月- 南房総市立和田小学校と南房総市立南三原小学校、南房総市立南小学校が統合した「嶺南小学校」およびその周辺の南房総市立幼稚園が合併した「嶺南幼稚園」併設により、南房総市立嶺南学園を設立